# Torrent Mitger de Ca n'Amat
El torrent Mitger de Ca n'Amat és un curs d'aigua de Terrassa que neix a la serra del Troncó. Passa a prop de Ca n'Amat de la Muntanya, finca que dona nom al torrent. Desemboca a la riera del Palau al barri del Poblenou.